# Allison Dysart
Albert Allison Dysart (1880-1962) est un homme politique, un avocat et un juge néo-brunswickois.

## Biographie
Allison Dysart naît à Cocagne le 22 mars 1880 et suit des études à l'Université Saint-Joseph à Memramcook, puis au collège d'agriculture de Guelph en Ontario et finit avec une licence de Droit à l'Université Dalhousie à Halifax, en Nouvelle-Écosse.
Il est élu à la législature provinciale en 1917 et en sert à titre de président de 1921 à 1925 et brièvement à titre de ministre en 1925 avant la défaite du gouvernement libéral. En 1926, il succède à Peter J. Veniot en tant que chef du Parti libéral. En 1935, les libéraux reviennent au pouvoir et Dysart devient premier ministre du Nouveau-Brunswick. Son gouvernement est réélu en 1939, mais il démissionne en 1940 pour devenir juge d'un tribunal de comté. Dysart meurt le 8 décembre 1962.